# الكسندر غوردون كاميرون
الكسندر غوردون كاميرون (بالإنجليزية: Alexander Gordon Cameron)‏ هو سياسي بريطاني (وحمل سابقاً جنسية المملكة المتحدة لبريطانيا العظمى وأيرلندا)، ولد في 15 يونيو 1876، وتوفي في 30 مايو 1944. حزبياً، نشط في حزب العمال. في الانتخابات العامة في المملكة المتحدة 1929 ‏، انتخب عضو برلمان المملكة المتحدة الـ35 عن دائرة Widnes (UK Parliament constituency) ‏ (30 مايو 1929 – 7 أكتوبر 1931).